# Somateria fischeri
L'edredone dagli occhiali (Somateria fischeri (Brandt, 1847)) è una grande anatra marina che nidifica sulle coste dell'Alaska e della Siberia nordorientale.

## Descrizione

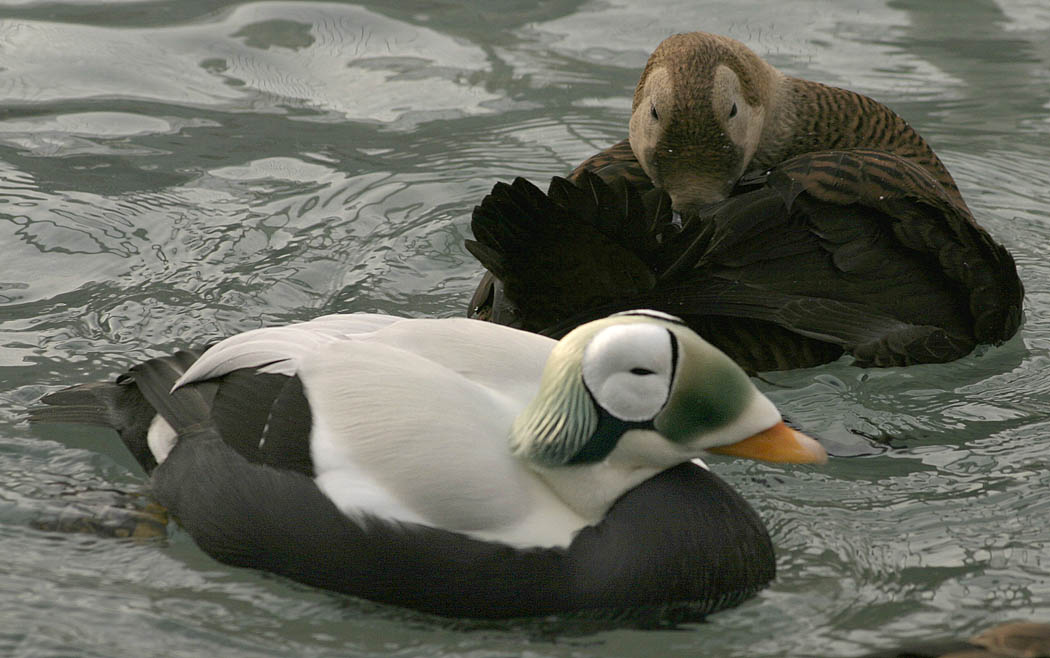
Maschio e femmina

L'edredone dagli occhiali, lungo 52–57 cm, è leggermente più piccolo dell'edredone comune. Il maschio è inconfondibile, con il suo corpo nero, il dorso bianco e la testa giallo-verde con le grandi macchie circolari bianche intorno agli occhi che danno il nome a questa specie. Il richiamo del maschio è un canto debole, e quello della femmina un duro gracidio.
La femmina è di colore bruno intenso, ma nonostante questo si può ancora distinguere da tutte le altre anatre ad eccezione delle altre specie di edredoni sulla base delle dimensioni e della struttura. Gli uccelli immaturi e i maschi adulti eclissati sono simili alla femmina.

## Biologia
Il nido viene edificato sulla tundra, nei pressi del mare, e vi vengono deposte 5-9 uova. Questa specie si immerge alla ricerca di crostacei e di molluschi. Sverna in stormi spesso enormi sui mari dell'Artide, lungo il margine della banchisa polare.

## Conservazione
La Lista rossa IUCN classifica Somateria fischeri come specie prossima alla minaccia di estinzione (Near Threatened).

## Galleria d'immagini

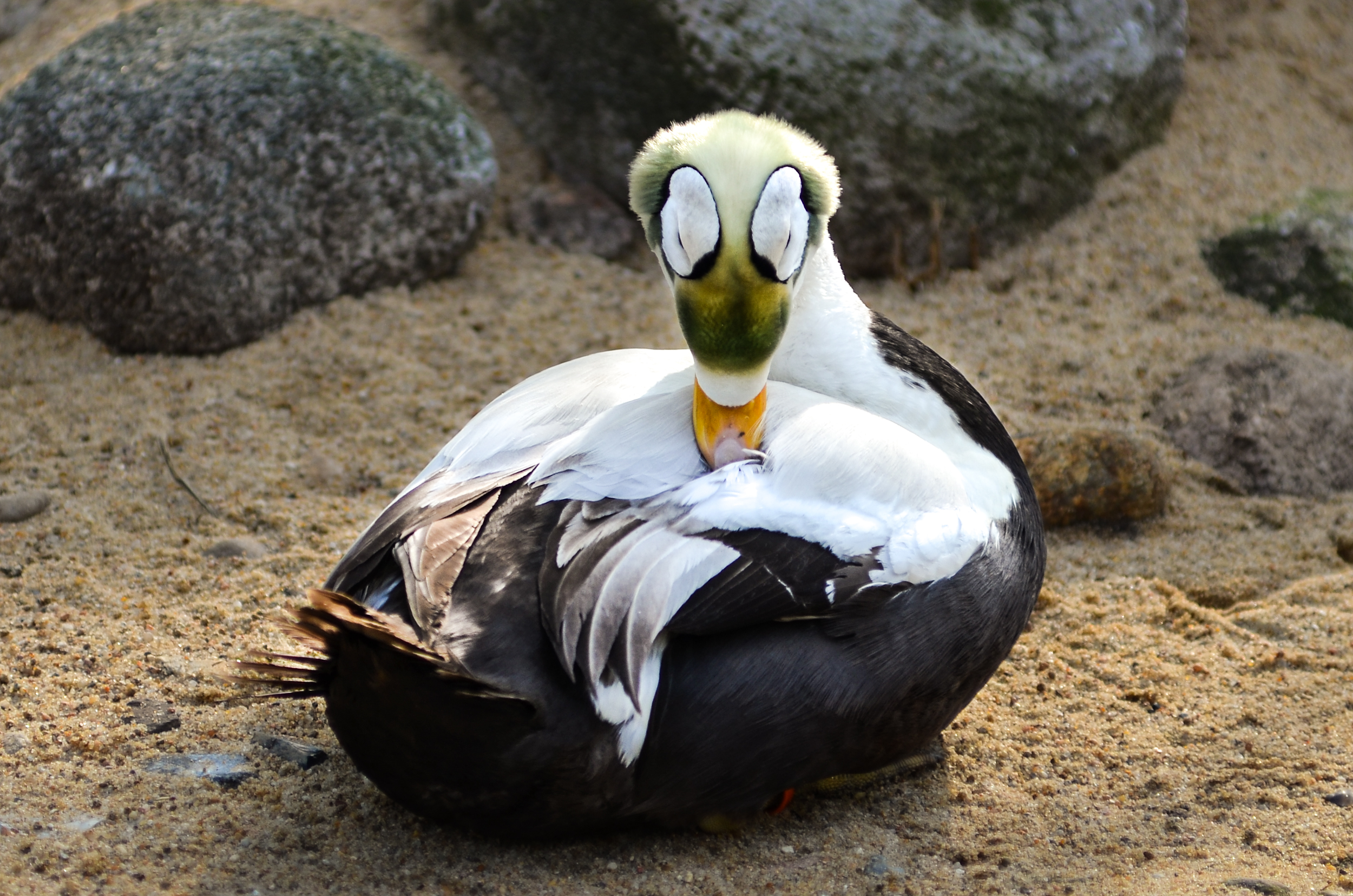
La testa del maschio vista dall'alto
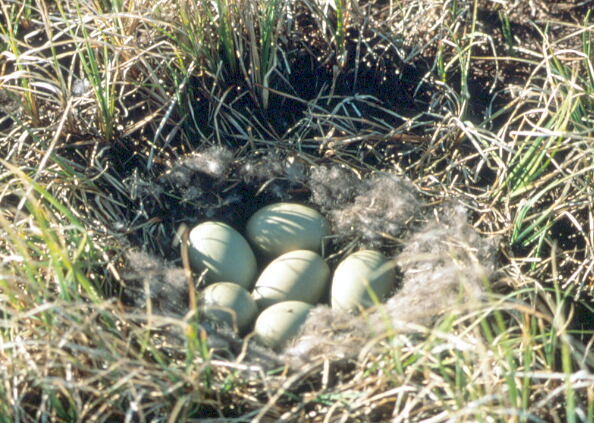
Nido di edredone dagli occhiali
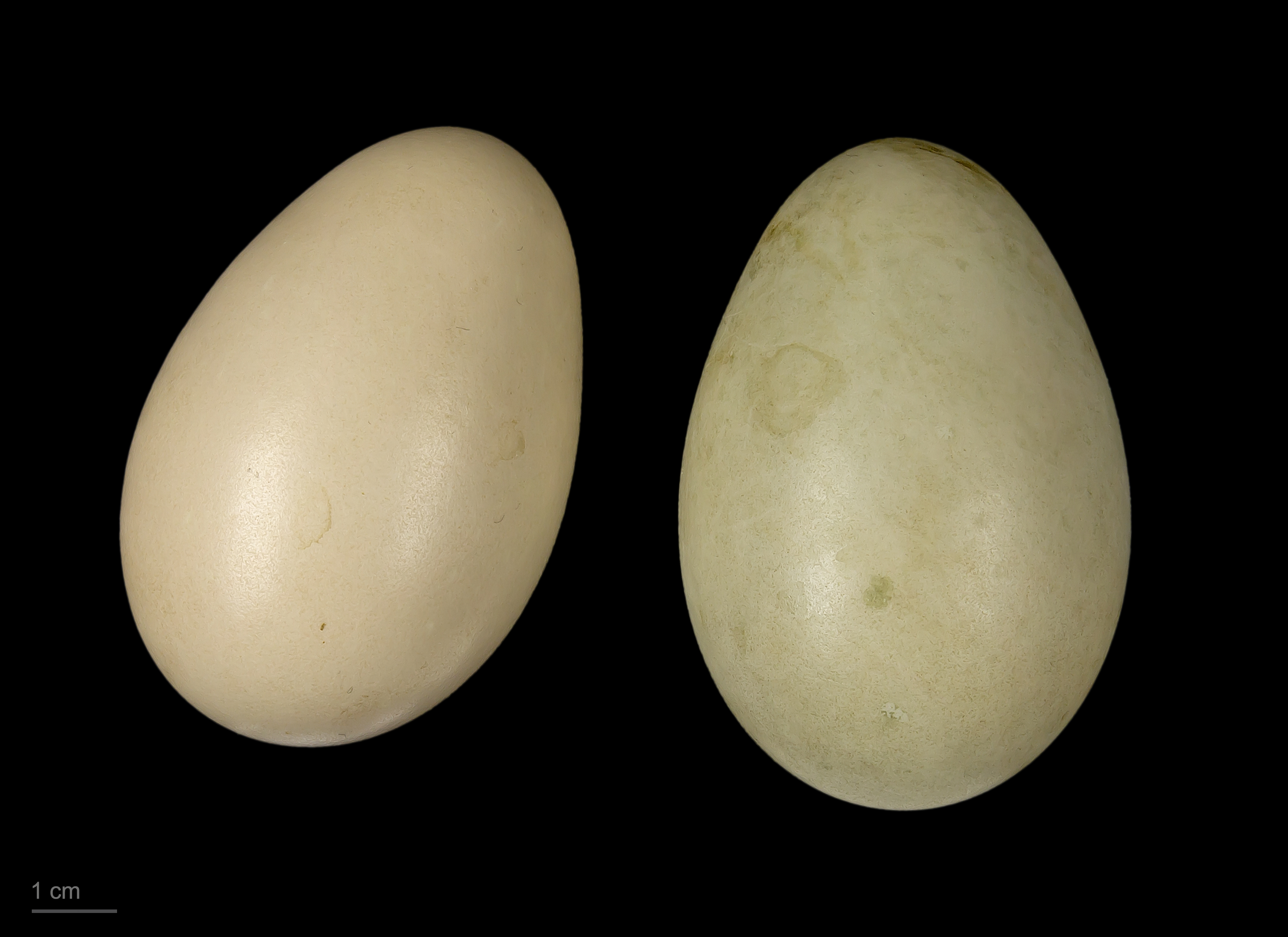
Uova